# البرلمان الروماني
برلمان رومانيا (بالرومانية: Parlamentul României)‏ هو الهيئة التشريعية الوطنية في رومانيا، ويتألف من مجلس النواب، ومجلس الشيوخ.
قبل تعديل الدستور في عام 2003، كان للمجلسين سمات متطابقة. ولم يكن لدى نص القانون إلى موافقة المجلسين. إذا اختلف النص، تم تشكيل لجنة خاصة (comisie دي mediere) من قبل النواب والشيوخ، أن «التفاوض» بين المجلسين شكل القانون في المستقبل. وكان تقرير هذه اللجنة لاعتمادها في جلسة مشتركة للبرلمان. بعد استفتاء عام سنة 2003، وهو قانون لا يزال لديه ليكون وافق عليها كلا المجلسين، ولكن قد عين كل بيت المسائل فإنه يحصل للتداول قبل الآخر، في قدرة «غرفة البت» (الرومانية: كاميرا decizională). إذا كان هذا الغرفة الأولى تتبنى اقتراح قانون (المتعلقة باختصاصها)، يتم تمرير إلى الآخر، والتي يمكن قبول أو رفض. إذا ما يجعل التعديلات، يتم إرسال مشروع القانون إلى غرفة البت، فإن القرار الذي هو قرار نهائي.
في عام 2009، تم عقد استفتاء لاستشارة السكان حول تحول البرلمان إلى هيئة مجلس واحد

## روابط خارجية
- Senate of Romania
- Chamber of Deputies of Romania
- Hotels & Accommodations in Romanian Parliament surrounds